# Indocnemis
Indocnemis is een geslacht van libellen (Odonata) uit de familie van de Breedscheenjuffers (Platycnemididae).

## Soorten
Indocnemis omvat 1 soort:
- Indocnemis orang (Förster in Laidlaw, 1907)